# 威爾·克拉克
小威廉·納許勒·克拉克（英語：William Nuschler Clark Jr.，1964年3月13日—），綽號「The Thrill」，為美國職棒大聯盟的一壘手，生涯曾效力過巨人、遊騎兵、金鶯與紅雀等隊。
克拉克在1984年代表美國隊出戰奧運比賽，1985年獲得金靴獎。他生涯入選6次明星賽，拿下2座金手套獎與1座銀棒獎。1989年，他成為國聯冠軍賽的MVP。
克拉克後來入選美國國家大學棒球名人堂、密西西比州運動名人堂、路易斯安那州運動名人堂和灣區運動名人堂。巨人隊打算在2022年退休他的22號球衣，目前他仍活躍於棒球圈，在巨人隊擔任特別客座助理。

## 職業生涯

### 舊金山巨人
1985年大聯盟選秀，巨人在第二輪選進克拉克。1986年4月8日，克拉克登上大聯盟，並在生涯首打席開轟。克拉克在第一年就受到手肘傷勢困擾，導致他只出賽47場比賽，最後他的打擊率為2成87。

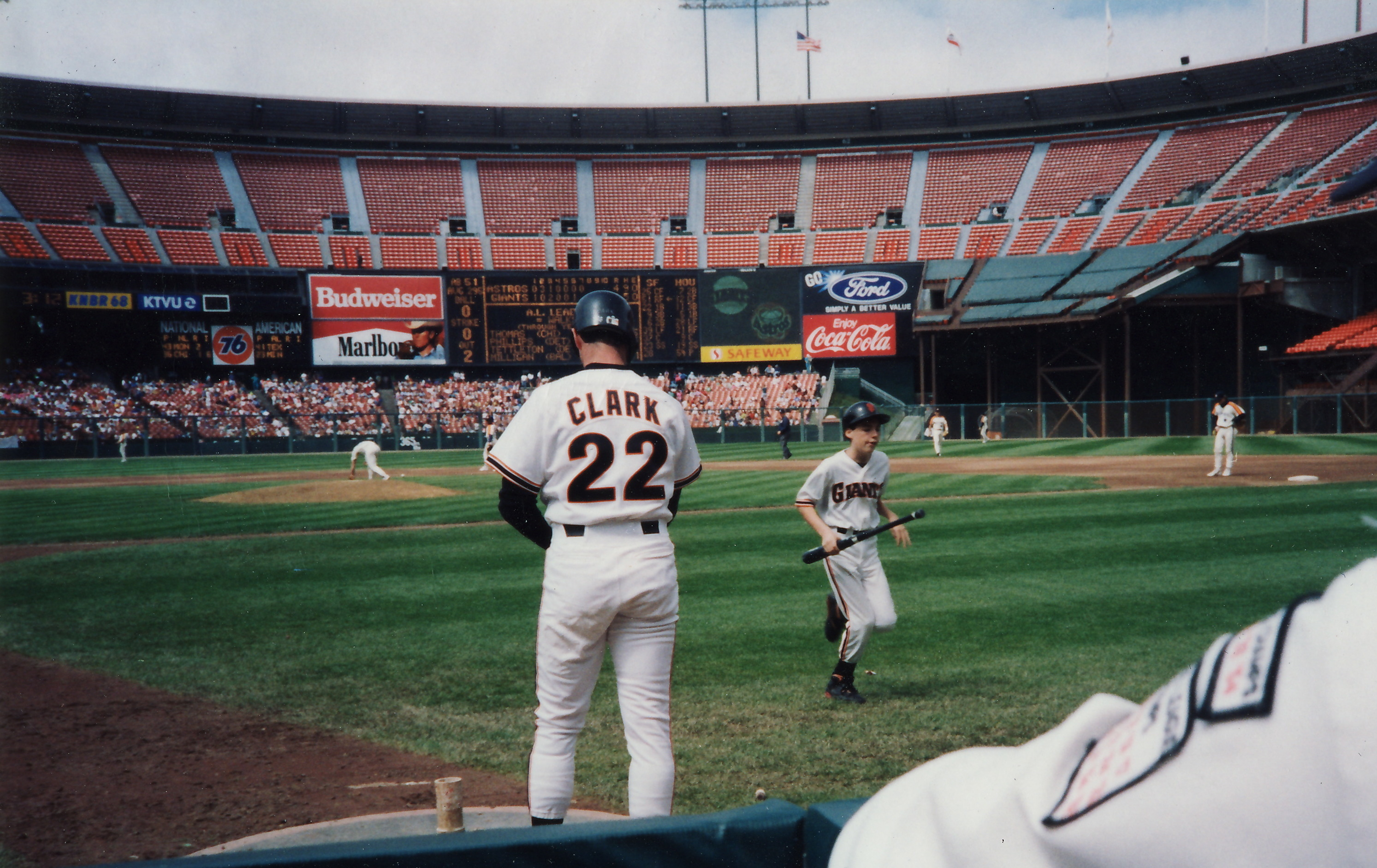
1992年，準備打擊的克拉克

1987年，克拉克迎來首個完整球季，整季打擊率為3成08。1988年到1992年間，他都獲選為國聯明星賽的先發一壘手。1988年，他連續兩季打回90分以上的打點。
1989年，克拉克的打擊率為3成33排名國聯第二，並打回111分打點。最後他在MVP票選上拿下第二名，只輸給隊友Kevin Mitchell。1989年國家聯盟冠軍賽第一場，在準備打擊的克拉克透過讀唇語看穿了葛瑞格·麥達克斯的投球策略，最後成功擊出滿貫砲。也因為這一球，大聯盟的投手開始會用手套遮住自己的嘴巴來和捕手討論戰術。
系列賽第五場，雙方在8局下都戰成1比1平手。克拉克敲出致勝的2分打點一壘安打，不僅幫助球隊贏球，更將球隊送往世界大賽。他在系列賽的打擊率高達6成50，並敲出2轟，最後讓他拿下國聯冠軍賽的MVP。不過巨人在世界大賽上被運動家以4比0橫掃出局，這也是克拉克生涯唯一一次的世界大賽體驗。
自新人年後，克拉克幾乎沒有受過大傷。他從1987年9月開始寫下連續出賽320場比賽的隊史紀錄。1990年代初，一連串的傷勢找上了克拉克也影響了他的打擊成績。1992年，他打回73分打點，為新人年後最低。他在1993年球季結束後合約到期，成為自由球員。

### 德州遊騎兵

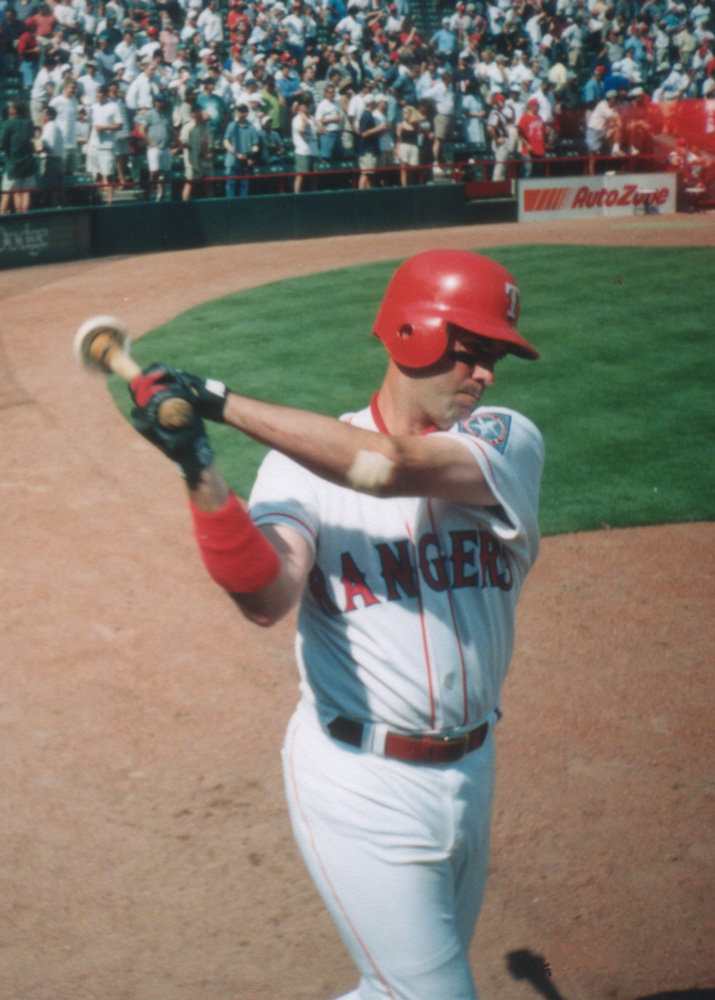
1997年，在等待打擊的克拉克

1994年，遊騎兵簽下克拉克，來取代拉斐爾·帕梅洛離隊後的一壘空缺。他在這年首度以美聯球員身分入選明星賽，整季打擊率為3成29寫下個人次高紀錄。雖然他在遊騎兵期間因傷導致他每年出賽數都只在120場上下，但他只有1996年的打擊率低於3成。1996年和1998年，克拉克都帶隊打進季後賽，但他一到季後賽表現就相當掙扎。1998年球季結束後，遊騎兵決定簽回帕梅洛，克拉克也確定面臨轉隊的命運。

### 巴爾的摩金鶯與聖路易紅雀
1999年，克拉克和金鶯簽下2年合約。6月15日，他敲出職棒生涯2000安。
2000年季中，金鶯將克拉克交易到紅雀，換來José León。當時馬克·麥奎爾因傷無法出賽，於是克拉克頂上麥奎爾的位置。他在這年出賽51場比賽，繳出3成45的打擊率，並敲出12轟與42分打點。他在國聯分區賽打回4分打點，幫助球隊擊敗勇士。在國聯冠軍賽上，克拉克的打擊率高達4成12，不過球隊最終仍敗給大都會。在球隊無緣世界大賽後，克拉克也宣布退休。

## 生涯打擊成績
| 出賽次數 | 打席 | 打數 | 得分 | 安打 | 二安 | 三安 | 全壘打 | 打點 | 盜壘 | 保送 | 三振 | 打擊率 | 上壘率 | 長打率 | OPS  |
| -------- | ---- | ---- | ---- | ---- | ---- | ---- | ------ | ---- | ---- | ---- | ---- | ------ | ------ | ------ | ---- |
| 1610     | 6602 | 5625 | 929  | 1571 | 280  | 24   | 305    | 1017 | 53   | 903  | 999  | .279   | .378   | .500   | .878 |

## 紀念
2004年、2006年、2007年和2008年，他分別入選路易斯安那州運動名人堂、美國國家大學棒球名人堂、灣區運動名人堂和密西西比州運動名人堂。
2006年名人堂票選，克拉克僅拿下23票，得票率為4.4%。2019年8月11日，巨人隊原定在2020年退休他的22號球衣。不過後來COVID-19疫情肆虐，因此退休儀式推遲到2022年舉行。

## 外部連結
- 球員資訊和成績在MLB ，ESPN ，Retrosheet ，Baseball Reference ，Baseball Reference (Minors) ，Fangraphs ，The Baseball Cube （英文）